# (20709) 1999 XM8
1999 أكس أم 8 (ويعرف أيضًا باسم (20709) 1999 أكس أم 8 وفق تسمية الكوكب الصغير) (بالإنجليزية: 1999 XM8)‏ هو كويكب ضمن حزام الكويكبات؛ وترتيبه 20709 من حيث الاكتشاف.
اكتُشف هذا الجُرم الفلكي بواسطة Uppsala–DLR Asteroid Survey ‏ في 2 ديسمبر 1999.

## وصلات خارجية
- (20709) 1999 XM8 في قاعدة بيانات مختبر الدفع النفاث لأجرام النظام الشمسي الصغيرة

- الاكتشاف · مخطط المدار ·  العناصر المدارية · المعلمات المادية

- (20709) 1999 XM8 على موقع ويكي سكاي: DSS2, SDSS, GALEX, IRAS, Hydrogen α, X-Ray, Astrophoto, Sky Map, Articles and images